# ISUP
ISUP es un protocolo de circuitos conmutados, usado para configurar, manejar y gestionar llamadas de voz y datos sobre PSTN. Es usado para llamadas ISDN y no ISDN y es parte de la señalización ANSI SS7 para reemplazar TUP, el cual no soporta la transmisión de datos o circuitos digitales. De todas formas ISUP no soporta las tecnologías broadband. Estas nuevas tecnologías utilizarán la nueva versión de ISUP llamada BISUP, la cual esta todavía en desarrollo por el ITU-T. El servicio básico que proporciona ISUP es en el establecimiento y liberación de llamadas. Algunos otros servicios proporcionados por ISUP son:
- grupo cerrado de usuarios.
- identificación de llamadas.
- redirigir llamadas.
- llamadas en esperas.

ISUP es compatible con el protocolo ISDN, el cual fue creado como extensión de SS7. El propósito de la compatibilidad ISDN es permitir a los switches conectados enviar señales de información a otros de forma remota. Esta característica puede usarse para soportar llamadas como conferencias. No todas las redes SS7 usan ISUP como base para servicios ISDN. Muchos de los países Europeos, Norteamericanos y Japoneses usan ISUP, pero por ejemplo en Reino Unido se usa Natonal User Part(NUP), desarrollado en los años 80 y basado en TUP, ya que ISUP no estaba todavía disponible.

## Tipos de mensajes
Después del Campo de Información de Señalización (Signaling Information Field), de tamaño fijo y obligatorio, un mensaje ISUP contiene una parte de tamaño variable que depende del tipo de mensaje que se haya enviado. Los mensajes más comunes son:
- Mensaje de Dirección Inicial (IAM) - Primer mensaje enviado para informar al switch, que la llamada ha de ser establecida en el CIC contenido en el mensaje. Contiene el número del llamado y el llamador, tipo de servicio y algún parámetro opcional más.
- Mensaje de Dirección Completa (ACM) - Mensaje devuelto por el último switch cuando el suscriptor es llamado y la llamada comienza.
- Mensaje de Respuesta (ANM) - Enviado cuando el suscriptor coge el teléfono. Normalmente la carga comienza en este momento
- Liberación (REL) - Enviado para limpiar la llamada cuando el suscriptor es enganchado.
- Liberación completo (RLC) - Reconocimiento de la liberación de la llamada - el timeslot queda ocioso y puede ser usado otra vez. Esto es enviado también ( sin mensaje REL precedente) si el switch terminador determina que la llamada no puede ser completada. El switch terminador también manda un "valor de causa" para explicar la razón del fallo

## Formato deSignaling Information Field(SIF)
| Optional part | Variable mandatory | Fixed mandatory | Message type | Circuit identification code | Routing label |

- Routing label: Está integrado por el Origination Point Code (OPC), con el cual se identifica al punto de señalización origen; por el Destination Point Code (DPC), el punto hacia a donde se dirige el mensaje y el Signalling Link Selection (SLS), el cual identifica al enlace escogido para transmitir el mensaje y así distribuir la carga en los enlaces.
- Circuit identification code: (CIC) identifica el circuito de voz para el cual se ha mandado el mensaje.
- Message type: El código del mensaje, con el cual se puede identificar el formato establecido que lleva la información. Ejemplos:
  - IAM = 00000001
  - REL = 00001100
  - ANM = 00001001
  - ACM = 00000110

Existen otros tipos de Mensajes ISUP (ref. Ing. David C.A.R)
BLA= Blocking Acknowledgment
CMC= Call Modification Complete
CPG= Call Progress
RES= Resume
- Fixed mandatory part:Parámetros obligatorios para el mensaje mandado, los cuales es necesario que se especifiquen sus valores en el mensaje, ejemplos de estos parámetros en un mensaje IAM:
  - Nature of connection- status de la conexión establecida, si incluye satélite, supresor de eco, etc
  - Calling Party Category - Identifica si es un abonado normal, el lenguaje de la operadora, etc
  - Forward Call Indicator - si la llamada es nacional, interfuncionamiento de redes, preferencia ISUP, etc
- Variable Mandatory: Parámetros obligatorios variables en longitud, en donde se especifica información que no es de longitud fija, como puede ser el número desde donde se hace la llamada, el número a llamar, etc.
- Optional part: Parámetros Opcionales, como su nombre lo indica, esinformación que no es vital y que bien puede no ser incluida en el mensaje, ejemplo de esto: Número llamado inicialmente, número de redireccionamiento, número de la parte llamante, etc. Estos parámetros para poder ser identificados se tienen que especificar proporcionando su código así como también su longitud total en octetos, por ejemplo:
  - Número para tarificación = 11101011
  - Selección de Red de Tránsito = 00100011

- Datos: Q3491978